# یخدان عباس‌آباد حاجی
یخدان عباس‌آباد حاجی مربوط به دوره قاجار است و در رفسنجان، بخش مرکزی، روستای عباس‌آباد حاجی واقع شده و این اثر در تاریخ ۹ بهمن ۱۳۸۴ با شمارهٔ ثبت ۱۳۹۵۵ به‌عنوان یکی از آثار ملی ایران به ثبت رسیده است.